# Walter Speggiorin
Walter Speggiorin (Camisano Vicentino, 16 dicembre 1952) è un ex calciatore italiano, di ruolo attaccante.

## Carriera

### Club

#### Gli inizi
Inizia la sua avventura di calciatore nelle file della locale compagine di Camisano Vicentino, entrando poi nel vivaio del L.R. Vicenza.
Nella stagione 1969-1970 si trasferisce al Genoa, in Serie B, campionato dove esordisce diciassettenne segnando 2 gol in 5 partite, prima di essere fermato da un grave infortunio. Rimane in rossoblù anche nelle due annate successive, compresa la parentesi in Serie C nel campionato 1970-1971, prima di tornare nell'estate 1972 al Lanerossi Vicenza con cui debutta in Serie A il successivo 24 settembre a Torino; coi vicentini disputa complessivamente nell'annata 14 partite di campionato, andando a segno nella sconfitta interna contro la Lazio.

#### Fiorentina e Napoli

Speggiorin alla Fiorentina nella stagione 1973-1974

Acquistato dalla Fiorentina nell'estate 1973, resta in Toscana per tre stagioni nelle quali mostra sì le sue qualità offensive, ma anche una certa discontinuità che non gli permette d'imporsi come titolare fisso. Coi viola conquista nel 1975 una Coppa Italia oltre a una Coppa di Lega Italo-Inglese dov'è protagonista, realizzando la rete del successo nella finale di ritorno contro il West Ham Utd.
Nel 1976 passa al Napoli dove disputa un'annata globalmente anonima in campionato, mettendosi in luce solamente nelle manifestazioni continentali. In Coppa delle Coppe realizza 3 marcature, contribuendo al raggiungimento delle semifinali; durante tale competizione è protagonista di uno degli episodi più controversi della stagione, mettendo a segno proprio in semifinale un gol all'Anderlecht, apparso regolare ma annullato dall'arbitro inglese Bob Matthewson. Si riconferma inoltre nella Coppa Italo-Inglese, con una doppietta al Southampton nella finale di ritorno che consegna il trofeo ai partenopei.
Ciò nonostante a fine stagione, ritenuto un'eterna promessa mai mantenuta, viene ceduto in compartecipazione al Perugia.

#### Perugia
Giunto in una provinciale che in quegli anni si stava affacciando per le prime volte in massima serie, in Umbria il giocatore disputa probabilmente le sue due migliori annate.
Schierato dal tecnico Ilario Castagner come ala sinistra in tandem col giovane Salvatore Bagni, entrambi a supporto del centravanti arretrato Gianfranco Casarsa, Speggiorin inizia a trovare la rete con una continuità fino ad allora mai mostrata — 17 gol in 44 presenze nell'arco di due stagioni, in entrambe capocannoniere della squadra —, contribuendo attivamente ai rilevanti risultati del cosiddetto Perugia dei miracoli, culminati nel secondo posto in Serie A della stagione 1978-1979 e nel record d'imbattibilità.
Nell'estate 1978 era inoltre arrivato il successo nella Coppa Piano Karl Rappan, il primo trionfo internazionale per i grifoni, cui il calciatore contribuisce con 4 centri.

#### Ritorno a Napoli, Lazio e Massese

Speggiorin al Napoli nella stagione 1976-1977

Dopo le buone prestazioni offerte in biancorosso, nell'annata 1979-1980 viene richiamato a Napoli ma, utilizzato prevalentemente da centravanti puro, non riesce a ripetersi con 3 gol in due stagioni, nella seconda delle quali perde il posto da titolare a vantaggio degli emergenti Gaetano Musella e Claudio Pellegrini. Per l'annata 1981-1982 passa alla Lazio, in Serie B, ma anche in questo caso non riesce a imporsi cogliendo 2 marcature in 21 presenze di campionato. Spende infine gli ultimi anni da calciatore nelle serie minori accasandosi alla Massese, con cui dapprima vince il Campionato Interregionale 1982-1983 e successivamente appende gli scarpini al chiodo nella stagione 1983-1984, in Serie C2.
In carriera ha totalizzato complessivamente 167 presenze e 33 reti in Serie A, e 49 partite e 7 gol in Serie B.

### Nazionale
Nel 1973 ha siglato una rete nella sua unica presenza in maglia azzurra con l'Italia under 21, a Parigi contro i pari età della Francia.

## Statistiche

### Cronologia presenze e reti in nazionale
| Cronologia completa delle presenze e delle reti in nazionale ― Italia under 21 | Cronologia completa delle presenze e delle reti in nazionale ― Italia under 21 | Cronologia completa delle presenze e delle reti in nazionale ― Italia under 21 | Cronologia completa delle presenze e delle reti in nazionale ― Italia under 21 | Cronologia completa delle presenze e delle reti in nazionale ― Italia under 21 | Cronologia completa delle presenze e delle reti in nazionale ― Italia under 21 | Cronologia completa delle presenze e delle reti in nazionale ― Italia under 21 | Cronologia completa delle presenze e delle reti in nazionale ― Italia under 21 |
| Data                                                                           | Città                                                                          | In casa                                                                        | Risultato                                                                      | Ospiti                                                                         | Competizione                                                                   | Reti                                                                           | Note                                                                           |
| ------------------------------------------------------------------------------ | ------------------------------------------------------------------------------ | ------------------------------------------------------------------------------ | ------------------------------------------------------------------------------ | ------------------------------------------------------------------------------ | ------------------------------------------------------------------------------ | ------------------------------------------------------------------------------ | ------------------------------------------------------------------------------ |
| 10-10-1973                                                                     | Parigi                                                                         | Francia under 21                                                               | 1 – 1                                                                          | Italia under 21                                                                | Amichevole                                                                     | 1                                                                              |                                                                                |
| Totale                                                                         |                                                                                | Presenze                                                                       | 1                                                                              |                                                                                | Reti                                                                           | 1                                                                              |                                                                                |

## Palmarès

### Club

#### Competizioni nazionali
- Campionato italiano Serie C: 1

Genoa: 1970-1971 (girone B)
- Coppa Italia: 1

Fiorentina: 1974-1975
- Campionato Interregionale: 1

Massese: 1982-1983 (girone E)

#### Competizioni internazionali
- Coppa di Lega Italo-Inglese: 2

Fiorentina: 1975
Napoli: 1976
- Coppa Piano Karl Rappan: 1

Perugia: 1978